# Вязовские горы
Вязовские горы (тат. Карамалы таулары, чув. Хурама тусем) — возвышенность в Зеленодольском районе Татарстана и Козловском районе Чувашии, на правом берегу реки Волга, ограничены городом Козловка на западе, Волгой на севере, рекой Свияга на востоке, рекой Секерка на юге. В Вязовских горах расположен памятник природы, цепочка карстовых озёр Собакинские ямы.
В XX веке в Вязовских горах добывался строительный камень (посёлок Известковый).